# Sempervivum versicolor
Sempervivum versicolor är en fetbladsväxtart som beskrevs av Josef Velenovský. Sempervivum versicolor ingår i släktet taklökar, och familjen fetbladsväxter. Inga underarter finns listade i Catalogue of Life.